# Meanook
Meanook est un hameau (hamlet) du Comté d'Athabasca, situé dans la province canadienne d'Alberta.

## Démographie
En tant que localité désignée dans le recensement de 2011, Meanook a une population de 25 habitants dans 11 de ses 15 logements, soit une variation de 66.7% par rapport à la population de 2006. Avec une superficie de 0,618 7 km2, le hameau possède une densité de population de 40,407 3 hab/km2 en 2011.
Concernant le recensement de 2006, Meanook abritait 15 habitants dans 8 de ses 10 logements. Avec une superficie de 0,618 7 km2, le hameau possédait une densité de population de 24,2 hab/km2 en 2006.